# El gato montés (película)
El gato montés es una película española de drama musical estrenada en 1935, dirigida por Rosario Pi y protagonizada en los papeles principales por Pablo Hertogs y María del Pilar Lebrón.
Es la primera película del cine sonoro español dirigida por una mujer y está basada en la popular ópera homónima compuesta por Manuel Penella Moreno.

## Sinopsis
La gitana Soleá ha vivido siempre con el gitano Juanillo, hasta que se cruza en su vida el torero Rafael, que se enamora locamente de ella. Los celos de Juanillo hacen que acabe con la vida de un hombre, vaya a la cárcel de la que se fuga y se convierta en el bandolero llamado "El Gato Montés". Soleá se ve obligada entonces a vivir en casa del torero, enamorándose de él. Enterado de ello Juanillo baja de la sierra con intención de matarle, pero el torero muere en una corrida y también Soleá por el dolor que le produce su muerte. Juanillo se presenta en el velatorio con intención de llevarse el cadáver y, antes de que lo detengan, se hace matar por un bandolero de su banda, cayendo su cuerpo sin vida al lado del de Soleá.

## Reparto
- Pablo Hertogs como Juanillo 'El Gato Montés'
- María del Pilar Lebrón como Soleá
- Víctor Merás como	Rafael 'El Macareno'
- Mapy Cortés como Lolilla
- Joaquín Valle	 como Caireles
- Consuelo Companys como Frasquita
- Francisco Hernández como Padre Antón
- Juan Barajas como	Pesuño
- José Rueda como Hormigón
- Enrique Castellón como Juanillo niño
- Eugenia Gracián como Soleá niña
- Modesto Cid como Director de la cárcel